# Jenny Blum

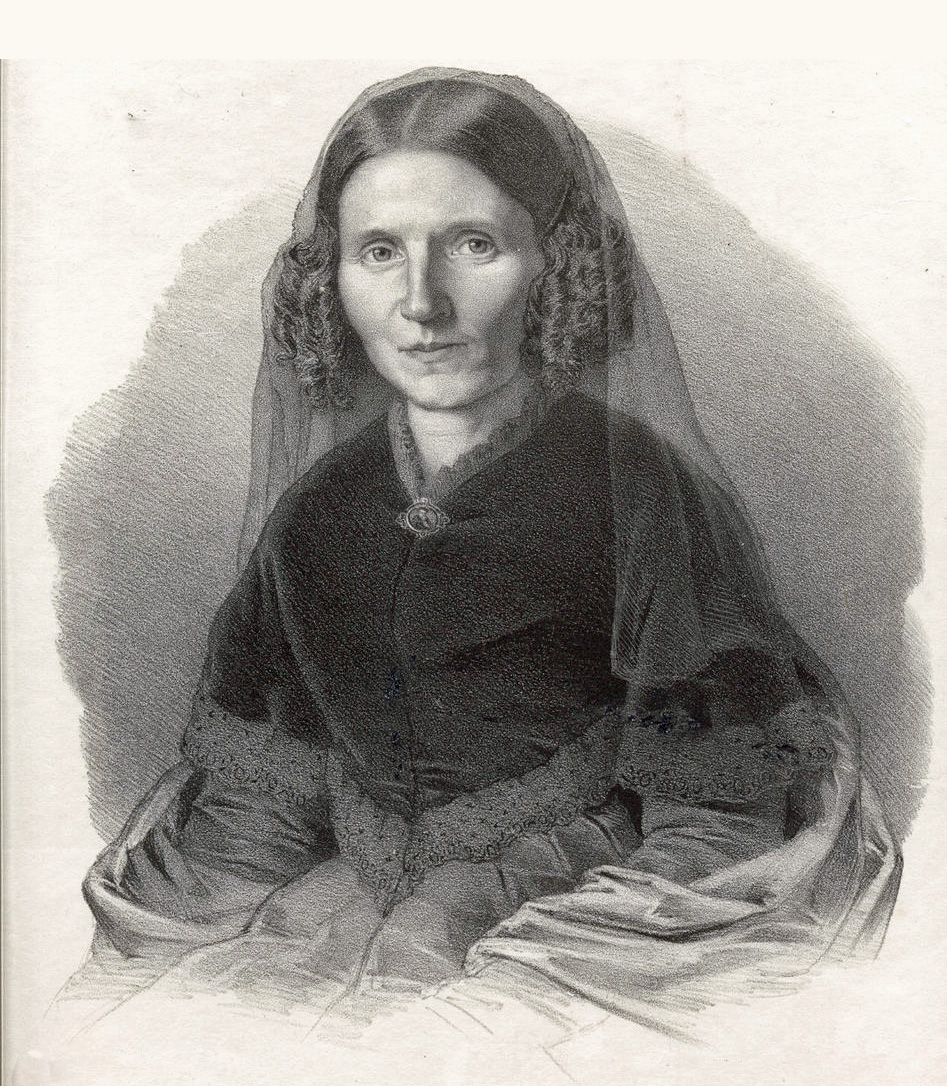
Eugenie Blum. Lithographie von August Hunger, 1850

Jenny Blum (eigentlich Eugenie Blum, Geburtsname Louise Eugenie Günther; * 13. Februar 1810 in Penig; † 15. März 1874 in Leipzig) war die zweite Ehefrau des Publizisten und Freiheitskämpfers Robert Blum. Sie war die Mutter des Rechtsanwalts und Schriftstellers Johann Georg Max Hans Blum.

## Leben
Eugenie Günther wurde als Tochter eines Fabrikbesitzers in Penig an der Mulde geboren. Im Jahre 1820 zog die Familie nach Prag, wo sie als Zehnjährige auf die Klosterschule der Ursulinen geschickt wurde. Als ihr Bruder Georg Günther von Prag nach Leipzig übersiedelte und die Redaktion der Deutschen Allgemeinen Zeitung übernahm, bot er seinen Geschwistern eine Unterkunft an und Jenny zog zu ihm nach Leipzig. Über ihren Bruder lernte sie Robert Blum kennen, den sie am 29. April 1840 in der Kirche Hohen Thekla auch heiratete. Die bildungsinteressierte Jenny hatte mit ihrem Mann Robert einen wichtigen Gesprächspartner in politischen Dingen und versuchte ihn zu überreden, in die USA auszuwandern. Robert Blum widmete sich aber lieber der Politik und wurde ein wesentlicher Protagonist der Revolution im Jahre 1848 und der Nationalversammlung in der Frankfurter Paulskirche.
Diese Revolution scheiterte, Robert Blum wurde zum Tode verurteilt und am 9. November 1848 in der Brigittenau bei Wien standrechtlich erschossen. Jenny Blum blieb mit ihren vier Kindern allein zurück.

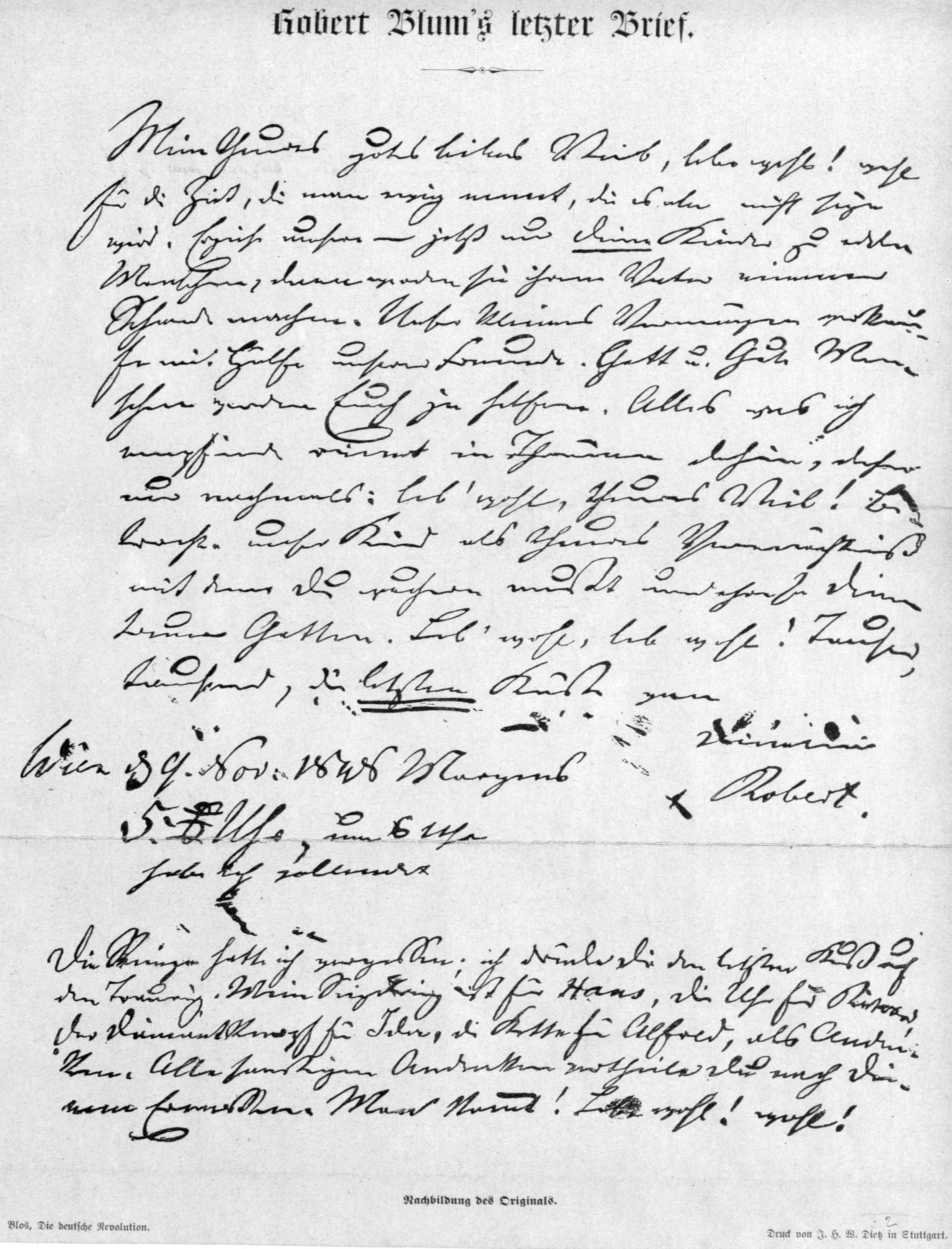
Letzter Brief von Robert Blum an seine Frau Jenny Blum

Nach der Hinrichtung von Robert Blum erhielt Eugenie Blum Tausende von Beileidsschreiben, Blumensendungen und Gedichten aus ganz Deutschland. Der Abschiedsbrief ihres Mannes an sie wurde in zahlreichen Zeitungen veröffentlicht. Über Geldsammlungen an vielen Orten für Robert Blums Hinterbliebene kam eine erhebliche Summe zustande, die Jenny Blum und ihren Kindern eine gesicherte Existenz ermöglichte.
Blum war 1849 und 1850 Mitarbeiterin in Louise Ottos Frauen-Zeitung, von ihr erschienen dort mehrere Artikel. Louise Otto widmete Blum 1874 auch einen Nachruf in ihrer Zeitschrift Neue Bahnen.